# Aposphaerion longicolle
Aposphaerion longicolle är en skalbaggsart som beskrevs av Bates 1870. Aposphaerion longicolle ingår i släktet Aposphaerion och familjen långhorningar. Inga underarter finns listade i Catalogue of Life.